# Gabriele Köllmann
Gabriele Köllmann es una deportista alemana que compitió para la RFA en piragüismo en la modalidad de eslalon. Ganó dos medallas en el Campeonato Mundial de Piragüismo en Eslalon, oro en 1981 y plata en 1979.

## Palmarés internacional
| Campeonato Mundial | Campeonato Mundial | Campeonato Mundial | Campeonato Mundial |
| Año                | Lugar              | Medalla            | Competición        |
| ------------------ | ------------------ | ------------------ | ------------------ |
| 1979               | Jonquière (Canadá) | Medalla de plata   | K1 por equipos     |
| 1981               | Bala (Reino Unido) | Medalla de oro     | K1 por equipos     |